# Mary (Turkmenistan)
Mary (do 1937 roku Merw) – miasto w południowo-wschodnim Turkmenistanie, nad rzeką Murgab, w pobliżu jej delty ginącej w piaskach pustyni Kara-kum, główny ośrodek tzw. oazy murgabskiej, siedziba wilajetu maryjskiego. W 2022 roku liczyło ok. 167 tys. mieszkańców. Mary jest czwartym pod względem liczby ludności miastem kraju.
Miasto zostało założone w 1884 roku w odległości kilku kilometrów od ruin starszego miasta Merw. Było ono ważnym ośrodkiem na jedwabnym szlaku, a w połowie XII wieku było nawet największym miastem świata z ludnością szacowaną na około 200 tys. W 1999 ruiny Merw zostały wpisane na listę światowego dziedzictwa UNESCO.
Współczesne Mary powstały jako rosyjski ośrodek administracyjny i wojskowy w tej części Azji Środkowej. Rozwinęły się w czasach Związku Radzieckiego jako ośrodek przetwarzania bawełny, uprawianej dzięki intensywnemu nawadnianiu. W 1968 roku w pobliżu miasta odkryto znaczące złoża gazu ziemnego, który przetwarza się na miejscu. Powstała tutaj wielka elektrownia cieplna opalana gazem. Mary jest również ważnym ośrodkiem handlowym produktów rolniczych.
Rozwój Mary wynika również z korzystnego położenia na skrzyżowaniu ważnych szlaków transportowych: wodnych (rzeka Murgab i Kanału Karakumskiego), drogowych (połączenia drogowe na zachód do stolicy Aszchabadu, na północ do Türkmenabatu i na południe przez Serhetabatu do granicy z Afganistanem) i kolejowych (na zachód do stolicy, na północ do Türkmenabatu i na południe do przygranicznego miasta Serhetabat). W mieście znajduje się również port lotniczy oraz muzeum regionalne.

## Miasta partnerskie
- Stambuł, Turcja
- Samarkanda, Uzbekistan
- Dżudda, Arabia Saudyjska